# Спиридонов Максим Володимирович
Максим Володимирович Спиридонов (рос. Максим Владимирович Спиридонов; 7 квітня 1978, м. Москва, СРСР) — російський хокеїст, правий нападник. Виступає за «Барис» (Астана) у.
Вихованець хокейної школи ЦСКА (Москва). Виступав у командах: «Лондон Найтс» (ОХЛ), «Гранд-Рапідс Гріффінс» (ІХЛ), «Спрингфілд Фелконс» (АХЛ), «Таллахассі Тайгер-Шаркс» (ECHL), «Гамільтон Бульдогс» (АХЛ),«Салават Юлаєв» (Уфа), «Амур» (Хабаровськ), «Локомотив» (Ярославль), «Сєвєрсталь» (Череповець), «Динамо» (Москва), «Торпедо» (Нижній Новгород), «Металург» (Новокузнецьк), ХК «Базель», «Барис» (Астана), «Динамо» (Мінськ), «Металург» (Магнітогорськ), «Ак Барс» (Казань). У Континентальній хокейній лізі — 236 (72+88), у Кубку Гагаріна — 16 (0+4). В Американській хокейній лізі — 95 (28+12), в плей-оф — 6 (1+1).
У складі національної збірної Росії учасник EHT 2004.